# Triaeris stenaspis
Triaeris stenaspis is een spinnensoort uit de familie dwergcelspinnen (Oonopidae). De soort komt voor van de Verenigde Staten tot aan Venezuela en is ook in Europa geïntroduceerd.
De tot 1,8 mm grote spin is totaal rood. Het achterlijf heeft een opvallende vlek, waaraan de soort ook is te herkennen.